# Dollart
Dollart – zatoka Morza Północnego, położona na granicy Holandii i Niemiec. Do zatoki uchodzi rzeka Ems. Powstała w okresie od 1277 do 1509 roku, kiedy to morze przebiło się przez wały ochronne i zalało przybrzeżne tereny, a rzeka Ems wystąpiła z brzegów. W późniejszym czasie część terenu została osuszona, a zatoka Dollart jest dziś otoczona groblami, które chronią znajdujące się za nimi lądy. Podczas odpływu większa część zatoki wysycha. Siedlisko wielu gatunków ptaków.